# Jâlons
Jâlons è un comune francese di 550 abitanti situato nel dipartimento della Marna nella regione del Grand Est.

## Storia

### Simboli
L'arpa è l'attributo di sant'Efrem (chiamato "l'arpa dello Spirito Santo"), il cesto è un prodotto tipico dell'artigianato locale; le onde simboleggiano i tre fiumi che bagnano il comune, e le canne le paludi.

## Società

### Evoluzione demografica
Abitanti censiti